# 오마로사 매니골트
오마로사 매니골트(Omarosa Manigault, 1974년 2월 15일 ~ )는 미국의 방송인이다.